# Aeroportul Dunk Island
Aeroportul Dunk Island (IATA: DKI, ICAO: YDKI) este un aeroport din Queensland, Australia ce deservește zona Dunk Island⁠(d). A fost numit după zona deservită.
Situat la o altitudine de 9 m, aeroportul dispune de o singură pistă.